# Izuru Narushima
Izuru Narushima (成島 出?, Narushima Izuru; Yamanashi, 16 aprile 1961) è un regista e sceneggiatore giapponese, vincitore nel 2011 dell'Award of the Japanese Academy al miglior regista per il film Yōkame no semi.

## Filmografia

### Regista
- Yudan taikeki (油断大敵?) (2004)
- Fly, Daddy, Fly (フライ,ダディ,フライ?, Furai, dadi, furai) (2005)
- Midnight Eagle (ミッドナイト イーグル?, Middonaito īguru) (2007)
- Love Fight (ラブファイト?, Rabu faito) (2008)
- Kokō no mesu (孤高のメス?) (2010)
- Yōkame no semi (八日目の蟬?) (2011)
- Rengō kantai shirei chōkan - Yamamoto Isoroku (聯合艦隊司令長官 山本五十六?) (2011)
- Sōgen no isu (草原の椅子?) (2013)
- Fushigi na misaki no monogatari (ふしぎな岬の物語?) (2014)
- Solomon's Perjury Part 1: Suspicion (ソロモンの偽証 前篇・事件?, Soromon no gishō: Zenpen - Jiken) (2015)
- Solomon's Perjury Part 2: Judgement (ソロモンの偽証 後篇・裁判?, Soromon no gishō: Kōhen - Saiban) (2015)